# سامسونج i8000
سامسونج i8000 (بالإنجليزية: Samsung i8000)‏ هو هاتف ذكي من سامسونج يعمل بنظام ويندوز موبايل، تم طرحه في الأسواق في ديسمبر 2009.

## الخصائص
- نظام التشغيل: ويندوز موبايل
- الكاميرا الخلفية: 5 ميجابكسل
- الشاشة: شاشة لمس
- الوزن: 117 غرام
- المعالج: 800 ميجا هرتز
- الذاكرة: 16 جيجابايت
- التخزين: 16 جيجابايت